# Aleksandr Ivanov (brottare)
Aleksandr Ivanov, född den 10 januari 1951 i Ryssland, är en sovjetisk brottare som tog OS-silver i flugviktsbrottning i fristilsklassen 1976 i Montréal.